# Christel Schöllhammer

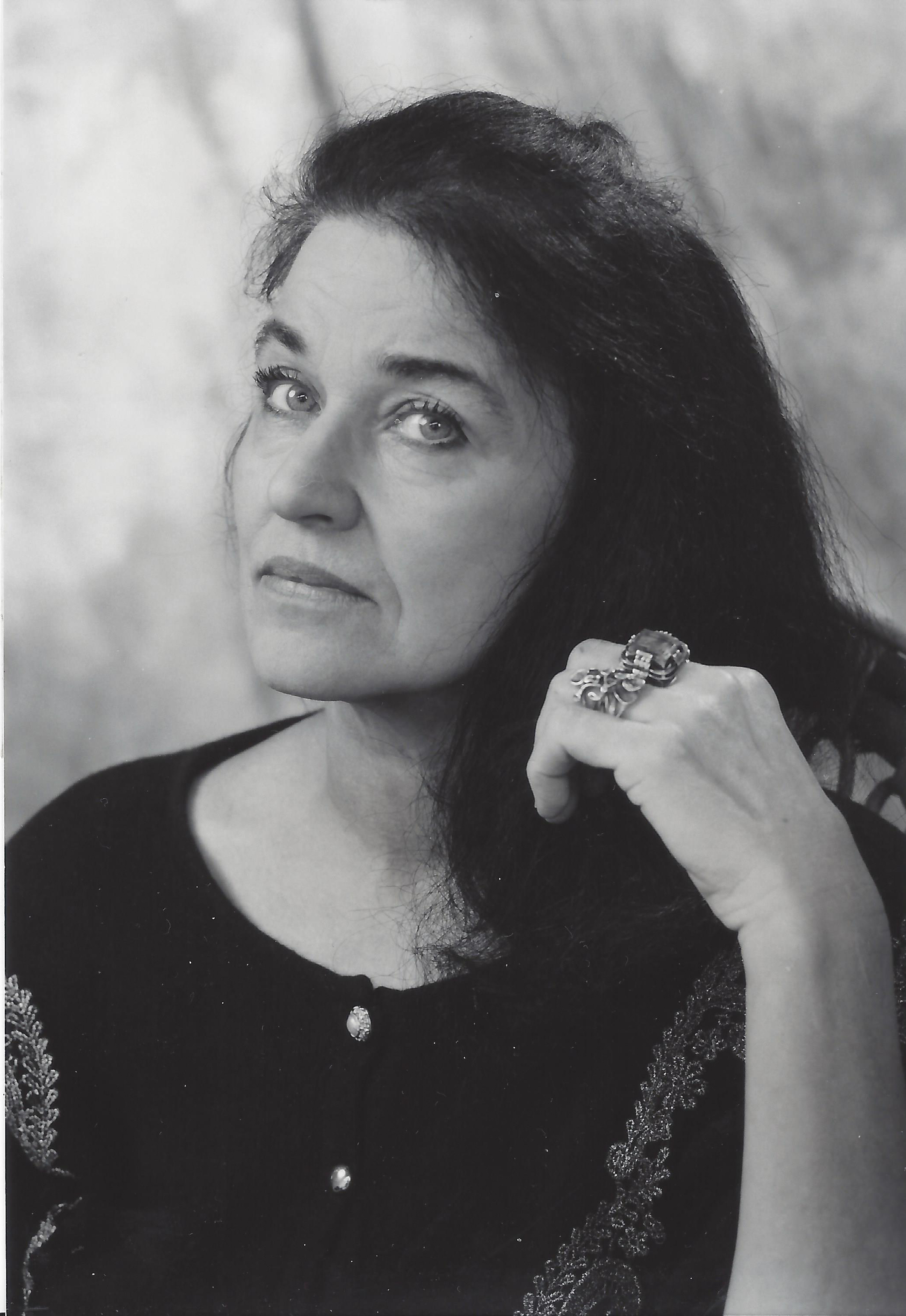
Christel Schöllhammer (2002)

Christel Schöllhammer, geb. Walcher (* 23. Februar 1938 in Illertissen, Bayern), ist eine deutsche Autorin mit dem Schwerpunkt Lyrik und Kurzgeschichten.

## Leben und Werk
Ihre frühe Prägung erfuhr sie durch das Aufwachsen in einem oberschwäbischen Dorf während der Zeit der Kriegs- und Nachkriegsjahre. Davon erzählt ihr zweites, 2003 erschienenes Buch "Früher war es anders", erschienen in der "Bibliothek der Zeitzeugen", Fouqué Literaturverlag.
Von den "Zuchthausjahren einer frühen Jugend" spricht die Autorin, nachdem zunächst die Weichen gestellt sind über Handelsschule, späteres Evangelisches Mädcheninternat und auch die praktische Tätigkeit an verschiedenen Arbeitsstellen, denn bis zum 21. Lebensjahr, der damaligen gesetzlichen Volljährigkeit, durften allein die Eltern entscheiden über schulische Ausbildung und beruflichen Werdegang des Kindes. Im Alter von 22 Jahren wagt sie dann den Aus- und Aufbruch durch intensiv gelebte Identitäten wie Studium und die Höhen und Tiefen einer 25-jährigen Ehe sowie als Mutter zweier Töchter und als Mitkämpferin an der Basis der "Achtundsechziger" und der Friedensbewegung der Achtzigerjahre.
Unausweichlich folgten wieder Lebensbrüche im Sinn von Abschied, Trennung und Neuorientierung, festgehalten in ihrem Lyrik-Buch "über leben", erschienen 1998. Darin steht am Anfang das Epigramm:
So beginnt die Autorin das Schreiben nach ihrer Ehescheidung im Alter von ca. 50 Jahren. Nützlich ist ihr dabei das Studium der Fächer Literatur und Linguistik mit Pragmatik/Kommunikation, aber vor allem das, was sie bis dahin das Leben gelehrt hatte.
Unter den Autorinnen und Autoren, die sie beeindruckt haben, ist auch Maxim Gorki mit seinem Band "Meine Universitäten". Hierin wird dem Autor das Leben selbst zur Universität. Mit dieser Erkenntnis blickt auch Christel Schöllhammer selbst auf die verschiedenen Stationen, Phasen und Brüche ihres Lebens zurück. Dazu zählt sie die 12-jährige Berufstätigkeit an einem Institut für lernschwache Schüler. Hier unterrichtet sie vorwiegend das Fach Deutsch bis zum Abitur.
In dieser Zeit und später entstehen auch viele, noch nicht veröffentlichte sog. „Schubladentexte“ in Lyrik und Prosa. Mit ihnen und den Texten aus ihren Büchern tritt sie auf an Lesebühnen in Süddeutschland und ab 2011 in Berlin (Kabarett-Theater Distel, Literarischer Nachtsalon in der Galerie B1). Daneben moderiert sie auch Diskussionen in Literaturkreisen.
"Das Federkleid", ein Roman mit autobiographischen Zügen, erscheint 2012 und gibt noch einmal auf andere Weise Einblick in ihr Leben bis zum Umzug nach Berlin im Jahr 2011. Den Buchtitel hat die Autorin gewählt als Tiermetapher für den Vogel Phönix.
Schöllhammers neues Buch, verfasst in ihrer Berliner Zeit seit 2011 hat den Titel: "Der Intimfeind " und enthält "Kurzgeschichten und Gedichte aus zwei Welten, der realen und der surrealen Wahrnehmung".
In "Geschichten von früher für Kinder von heute" erzählt die Autorin ihren Enkelkindern spannende Erlebnisse aus ihrer eigenen Kindheit.
Im Juli 2022 erschien das E-Book "Berührung" mit Texten, gelesen von Berliner Autorinnen und Autoren im Schöneberger Literarischen Nachtsalon 2021–2022, welches auch zahlreiche neue Kurzgeschichten und Gedichte von Christel Schöllhammer enthält.